# Irv Bemoras
Irving "Irv" Bemoras (Chicago, Illinois, 18 de noviembre de 1930-Buffalo Grove, Illinois, 1 de noviembre de 2007) fue un jugador de baloncesto estadounidense que disputó dos temporadas en la NBA. Con 1,91 metros de estatura, lo hacía en la posición de escolta.

## Trayectoria deportiva

### Universidad
Jugó durante tres temporadas con los Fighting Illini de la Universidad de Illinois, siendo elegido en el mejor quinteto de la Big Ten Conference en 1953.

### Profesional
Fue elegido en la vigésimo primera posición del Draft de la NBA de 1953 por Milwaukee Hawks, donde jugó una temporada, en la que promedió 7,4 puntos y 3,3 rebotes por partido.
No volvió a jugar como profesional hasta el comienzo de la temporada 1956-57, cuando fichó como agente libre por los St. Louis Hawks. Jugó una temporada, en la que alcanzaron las Finales de la NBA, en las que cayeron ante Boston Celtics en el séptimo y definitivo encuentro. Bemoras promedió 5,1 puntos y 2,0 rebotes por partido.

## Estadísticas de su carrera en la NBA

### Temporada regular
| Temporada | Edad | Equipo          | Liga | P   | TIT | MIN  | TC  | TCA | %TC  | 3P | 3PA | %3P | TL  | TLA | %TL  | R.OF. | R.DEF. | REB | ASIS | ROB | TAP | PER | FP  | PTS |
| 1953-54   | 23   | Milwaukee Hawks | NBA  | 69  |     | 21.7 | 2.7 | 7.3 | .366 |    |     |     | 2.0 | 3.0 | .668 |       |        | 3.1 | 1.1  |     |     |     | 2.2 | 7.4 |
| 1956-57   | 26   | St. Louis Hawks | NBA  | 62  |     | 15.9 | 2.0 | 6.2 | .322 |    |     |     | 1.1 | 1.7 | .680 |       |        | 2.0 | 0.7  |     |     |     | 1.2 | 5.1 |
| Total     |      |                 | NBA  | 131 |     | 18.9 | 2.4 | 6.8 | .347 |    |     |     | 1.6 | 2.4 | .672 |       |        | 2.6 | 1.0  |     |     |     | 1.7 | 6.3 |

### Playoffs
| Temporada | Edad | Equipo          | Liga | P | MIN | TCA | TC | 3PA | 3P | TLA | TL | R.OF. | REB | ASIS | ROB | TAP | PER | FP | PTS | %TC  | %3P | %FT   | MIN | PTS | REB | AST |
| 1956-57   | 26   | St. Louis Hawks | NBA  | 3 | 20  | 3   | 8  |     |    | 3   | 3  |       | 6   | 1    |     |     |     | 4  | 9   | .375 |     | 1.000 | 6.7 | 3.0 | 2.0 | 0.3 |
| Total     |      |                 | NBA  | 3 | 20  | 3   | 8  |     |    | 3   | 3  |       | 6   | 1    |     |     |     | 4  | 9   | .375 |     | 1.000 | 6.7 | 3.0 | 2.0 | 0.3 |